# Val-d'Épy
Val-d'Épy és un municipi francès situat al departament del Jura i a la regió de Borgonya - Franc Comtat. L'any 2007 tenia 134 habitants.

## Demografia

### Població
El 2007 la població de fet de Val-d'Épy era de 134 persones. Hi havia 57 famílies de les quals 25 eren unipersonals (7 homes vivint sols i 18 dones vivint soles), 14 parelles sense fills i 18 parelles amb fills.
La població ha evolucionat segons el següent gràfic:
Habitants censats

### Habitatges
El 2007 hi havia 95 habitatges, 63 eren l'habitatge principal de la família, 30 eren segones residències i 2 estaven desocupats. 90 eren cases i 5 eren apartaments. Dels 63 habitatges principals, 54 estaven ocupats pels seus propietaris, 6 estaven llogats i ocupats pels llogaters i 4 estaven cedits a títol gratuït; 5 tenien dues cambres, 4 en tenien tres, 25 en tenien quatre i 29 en tenien cinc o més. 49 habitatges disposaven pel capbaix d'una plaça de pàrquing. A 28 habitatges hi havia un automòbil i a 29 n'hi havia dos o més.

### Piràmide de població
La piràmide de població per edats i sexe el 2009 era:
| Homes | Edats   | Dones |
| ----- | ------- | ----- |
| 0     | 95 o +  | 0     |
| 0     | 90 a 94 | 0     |
| 0     | 85 a 89 | 0     |
| 0     | 80 a 84 | 0     |
| 4     | 75 a 79 | 0     |
| 4     | 70 a 74 | 16    |
| 8     | 65 a 69 | 0     |
| 4     | 60 a 64 | 4     |
| 8     | 55 a 59 | 4     |
| 8     | 50 a 54 | 8     |
| 4     | 45 a 49 | 4     |
| 0     | 40 a 44 | 4     |
| 4     | 35 a 39 | 4     |
| 0     | 30 a 34 | 0     |
| 8     | 25 a 29 | 4     |
| 0     | 20 a 24 | 8     |
| 0     | 15 a 19 | 8     |
| 4     | 10 a 14 | 8     |
| 8     | 5 a 9   | 0     |
| 0     | 0 a 4   | 4     |

## Economia
El 2007 la població en edat de treballar era de 82 persones, 63 eren actives i 19 eren inactives. De les 63 persones actives 60 estaven ocupades (33 homes i 27 dones) i 3 estaven aturades (2 homes i 1 dona). De les 19 persones inactives 12 estaven jubilades, 4 estaven estudiant i 3 estaven classificades com a «altres inactius».

### Ingressos
El 2009 a Val-d'Épy hi havia 65 unitats fiscals que integraven 145 persones, la mediana anual d'ingressos fiscals per persona era de 16.462 €.

### Activitats econòmiques
Dels 5 establiments que hi havia el 2007, 1 era d'una empresa extractiva, 1 d'una empresa de construcció, 1 d'una empresa d'hostatgeria i restauració i 2 d'empreses de serveis.
Dels 2 establiments de servei als particulars que hi havia el 2009, 1 era un electricista i 1 restaurant.
L'any 2000 a Val-d'Épy hi havia 17 explotacions agrícoles que ocupaven un total de 459 hectàrees.

## Poblacions més properes
El següent diagrama mostra les poblacions més properes.